# Тешнер, Мельхиор
Мельхиор Тешнер (нем. Melchior Teschner; 29 апреля 1584, Всхова, Польша — 1 декабря 1635 деревня Przyczyna Górna, Польша) — немецкий композитор.

## Биография
Образование получил во Франкфурт-на-Одере, где изучал теологию и музыку у Бартоломеуса Гезиуса (нем. Bartholomäus Gesius). В 1605 году получил должность кантора в Смигеле, затем в 1609 кантора в церкви «Kripplein Christi» во Всхове, где в то же время работал пастором Валериус Гербергер. С 1614 работал пастор церкви в деревне Оберпритшен (сейчас Пшичина Гурна, Польша). Погиб при нападении на деревню казаков в 1635 году
В 1613 году, во время эпидемии чумы в Силезии, Тешнер написал мелодию для гимна «Valet will ich dir geben» Гербергера, посвященного смерти. Также известен мелодией к псалму «O Seigneur, que de gens» и двумя свадебными песнями.